# Kwas cholowy
Kwas cholowy – organiczny związek chemiczny z grupy steroidów. Pełni ważną rolę jako jeden z kwasów żółciowych. Cząsteczka kwasu cholowego zawiera trzy grupy hydroksylowe i jedną grupę karboksylową. Sole kwasu cholowego nazywają się cholanami. Krystalizuje w postaci płytek o gorzkim smaku. Jest stosowany do produkcji leków.